# Palais de cristal (Madrid)
Pour les articles homonymes, voir Palais de Cristal.
Le palais de cristal (Palacio de Cristal en espagnol) est une structure faite de verre et de métal, située dans le parc du Retiro à Madrid. Il a été construit en 1887 pour accueillir une exposition de la faune et de la flore des Philippines. Son architecte est Ricardo Velázquez Bosco.

## Architecture
Le palais de cristal est construit sur un plan en croix grecque, il est constitué presque entièrement de verre avec une armature métallique. Sa base est en brique ornée de céramiques. Sa coupole mesure 22 mètres de haut, elle est influencée par les constructions de Joseph Paxton, l'architecte du Crystal Palace.
Le palais a été conçu pour pouvoir être réédifié dans un autre site, il a finalement été remanié sur place dans son apparence d'origine, il est fréquemment utilisé pour des expositions artistiques.

## Galerie

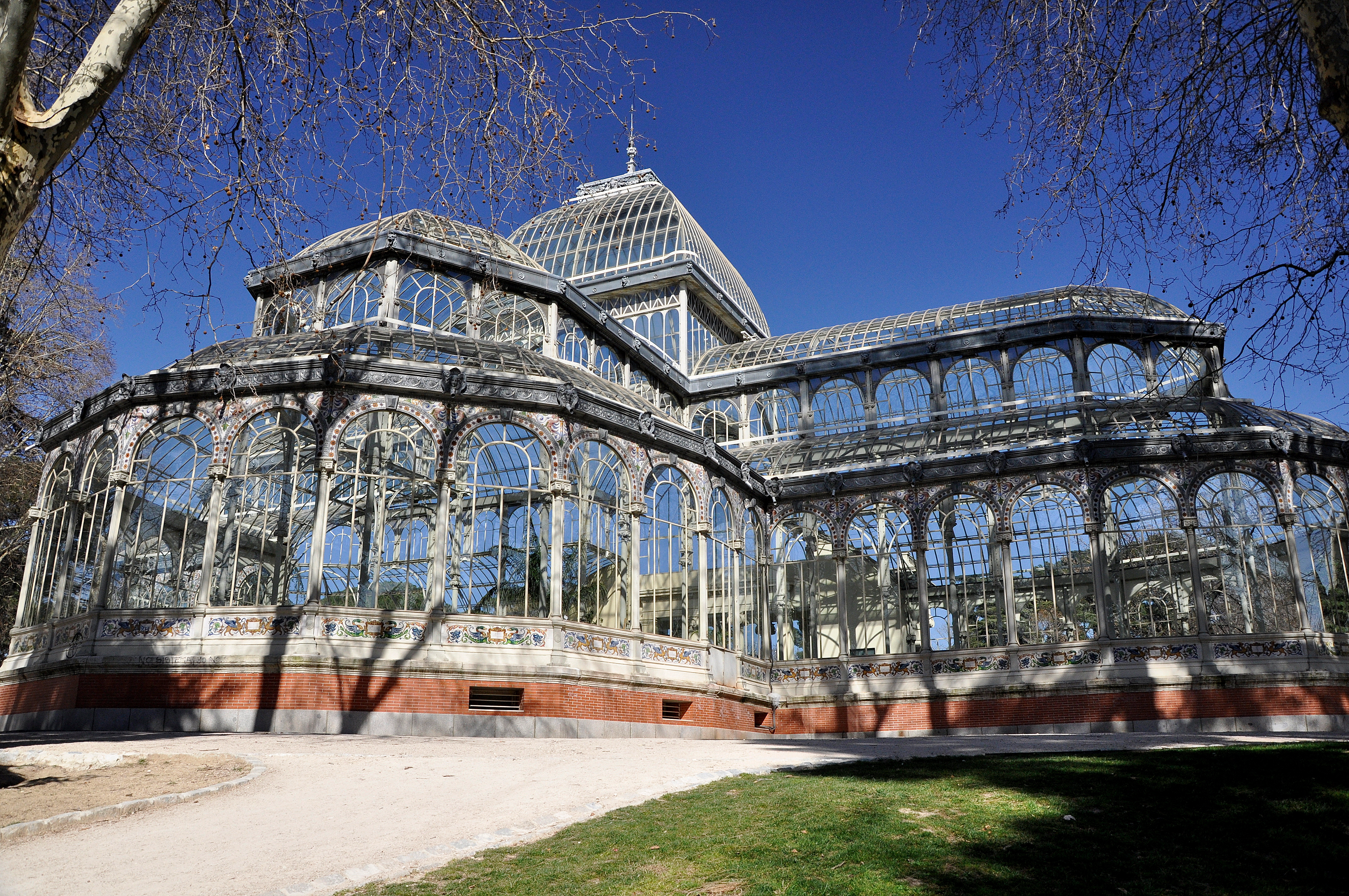
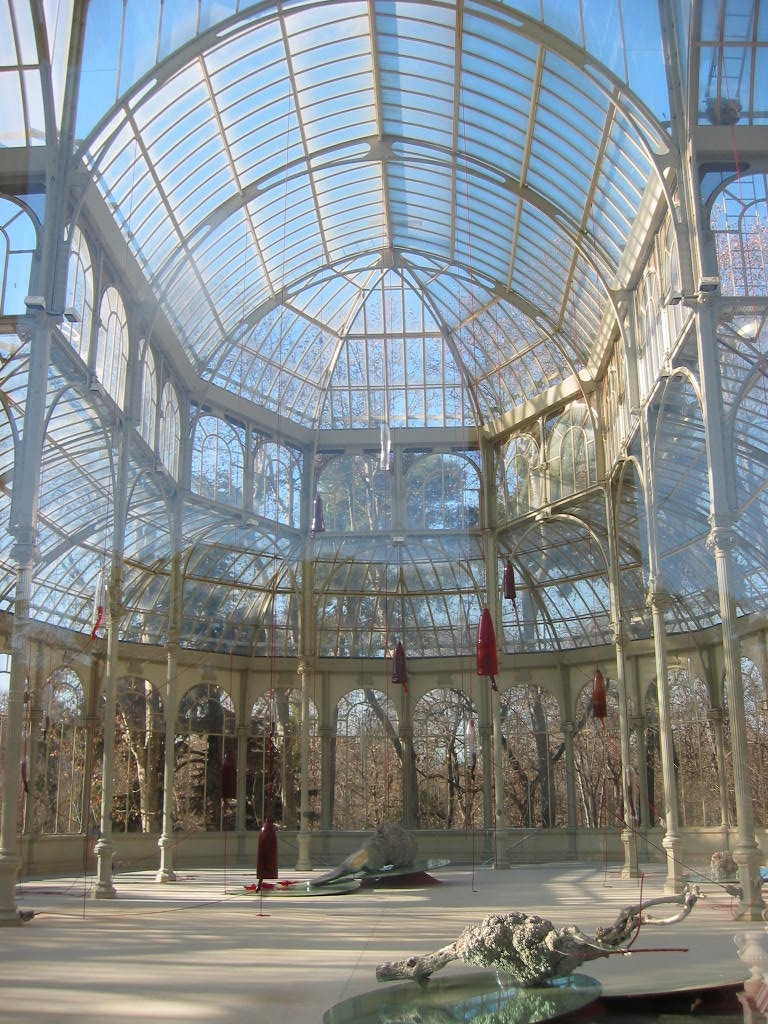
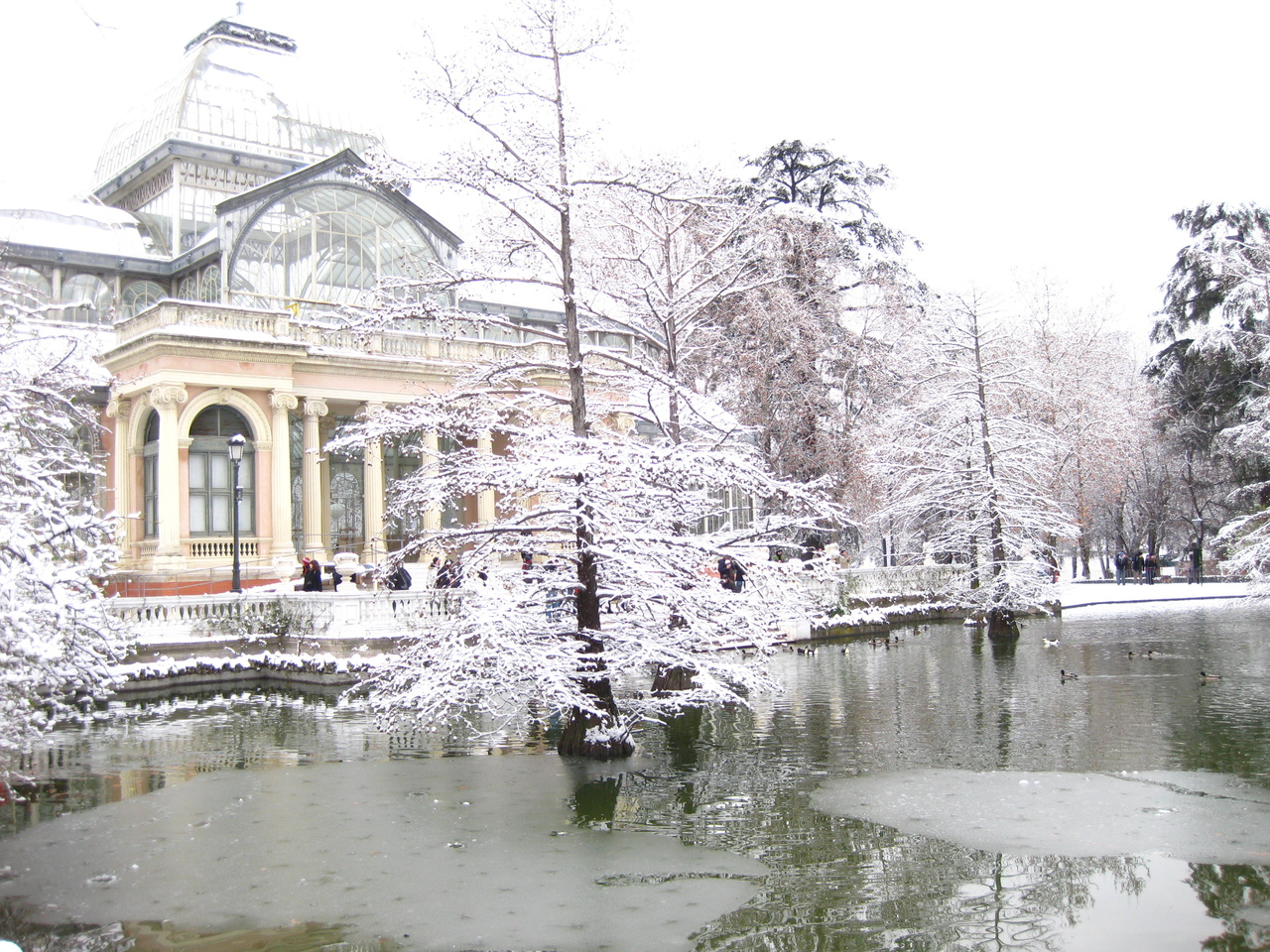
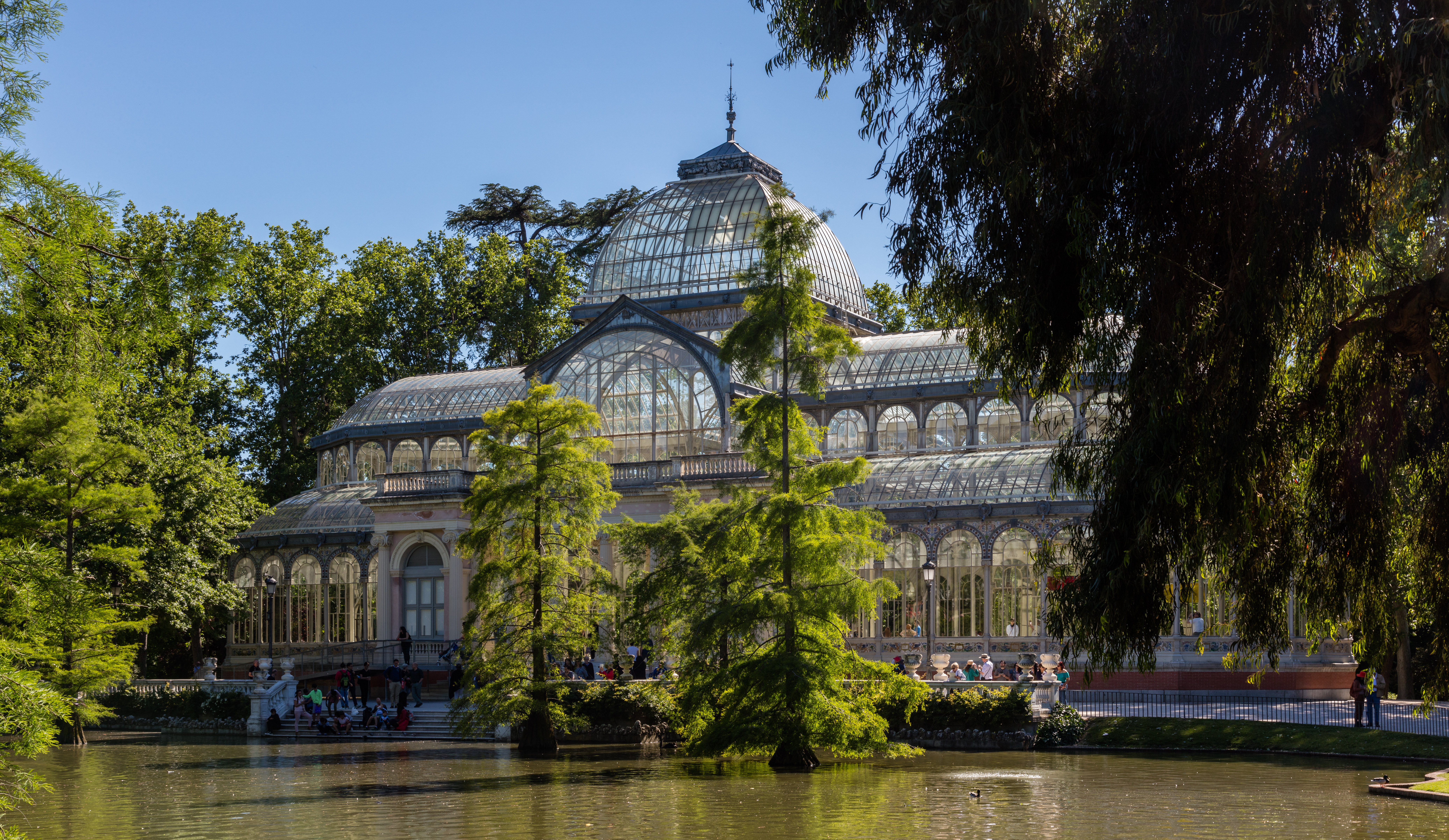
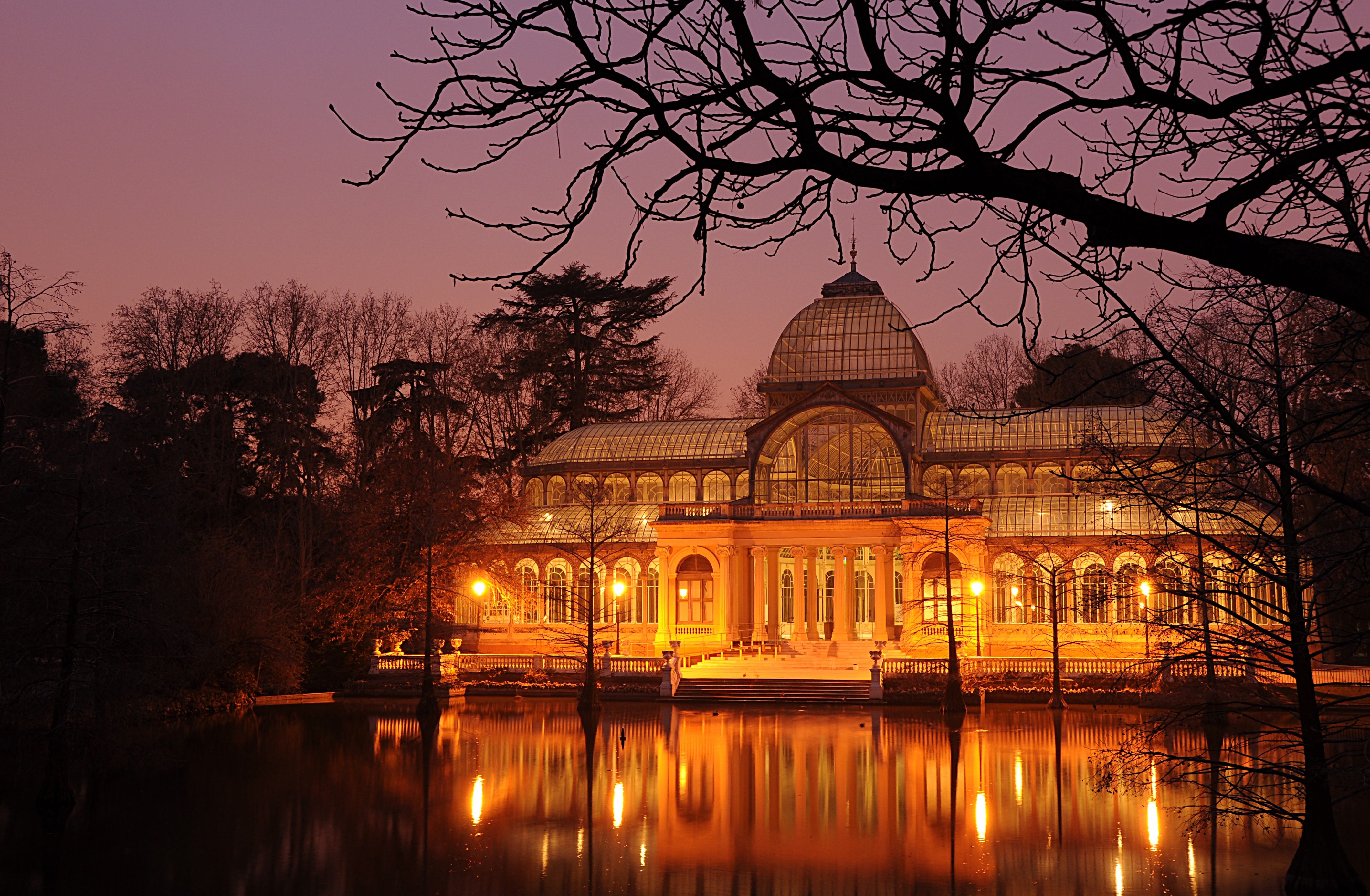